# John Deere 445
El John Deere 445 fue la versión argentina de un tractor del modelo 435 que se fabricara en Estados Unidos en 1957 - 1965.  Así se convirtió en el segundo modelo fabricado en Argentina por la empresa norteamericana, la cual desde fines de los 50's ya fabricaba tractores en Argentina.
Hecho en cuatro versiones: para siembra/cosecha, triciclo, viñatero y huertero. Equipo opcional (instalación fuera de fábrica): polea, eje estriado para la toma de fuerza y contrapesos para ruedas traseras.

## Motor
- Motor: General Motors 2-53, válvulas a la cabeza.
- Ciclo: diesel dos tiempos
- Diámetro x Carrera (mm): 98,4 x 114,3
- Cilindrada (cc): 1737
- Cilindros: 2
- Potencia en la polea (HP DIN RPM): 36 @ 1850
- Par Motor (mKg DIN): 43
- Régimen (r.p. m.): 2200
- Relación de compresión: 17:1
- Alimentación: Inyección directa longitudinal
- Lubricación: a presión, filtro de aceite en derivación.
- Refrigeración: agua a presión mediante bomba.

## Dimensiones
```
                                Uso general / para hileras / triciclo
```

- Variación trocha eje trasero     1420 a 2260 / 1370 a 2385 / 1370 a 2385
- Variación trocha eje delantero 1220 a 2036 en etapas de 102 mm.
- Distancia entre ejes (mm): 2150
- Largo (mm): 3450
- Ancho (mm): 2170
- Altura (mm): 1810